# The Singing Marine
The Singing Marine és una pel·lícula musical estatunidenca de 1937 dirigida per Ray Enright i Busby Berkeley i protagonitzada per Dick Powell. Va ser l'última del trio de pel·lícules de la Warner relacionades amb el servei militar: Flirtation Walk de 1934 va retre homenatge, d'alguna manera, a l'Exèrcit, i Shipmates Forever de 1935 a la Marina. Aquesta es distingeix per les seves dues seqüències musicals dirigides per Busby Berkeley.

## Repartiment
- Dick Powell com Robert Brent
- Doris Weston com Peggy Randall
- Lee Dixon com caporal Slim Baxter
- Hugh Herbert com Aeneas Phinney / Clarissa
- Jane Darwell com "Ma" Marine
- Allen Jenkins com sergent Mike Kelly
- Larry Adler com ell mateix
- Marcia Ralston com Helen Young
- Guinn Williams com Dopey
- Veda Ann Borg com Diane
- Jane Wyman com Joan
- Berton Churchill com J. Montgomery Madison
- Eddie Acuff com Sam
- Henry O'Neill com capità Skinner
- Addison Richards com Felix Fowler